# Mistrovství Evropy v lyžařském orientačním běhu
Mistrovství Evropy v lyžařském orientačním běhu je podobně jako v ostatních sportech významným závodem doplňujícím Mistrovství světa. V pořádání se střídají národní federace jednotlivých evropských zemí.

## Historie
Neoficiální mistrovství Evropy byla uspořádána v roce 1972 ve Bulharsku a v roce 1974 ve Švédsku, na něž v roce 1975 navázalo mistrovství světa.
První oficiální mistrovství Evropy se uskutečnilo v roce 2001 v Rusku. Nejprve bylo pořádáno v dvouletém intervalu mezi mistrovstvími světa, od roku 2010 se pak začalo konat každoročně.

## Seznam Mistrovství Evropy
| Rok     | Datum                      | Pořadatelská země        | Zúčastněných | Zúčastněných | Zúčastněných |
| Rok     | Datum                      | Pořadatelská země        | zemí         | mužů         | žen          |
| ------- | -------------------------- | ------------------------ | ------------ | ------------ | ------------ |
| ME 2001 | 12.–17. března 2001        | Vologda, Rusko           |              |              |              |
| ME 2003 | 12.–18. ledna 2003         | Alpe de Suisi, Itálie    | 15           |              |              |
| ME 2006 | 20.–27. února 2006         | Ivanovo, Rusko           |              |              |              |
| ME 2008 | 15.–19. ledna 2008         | S-chanf, Švýcarsko       |              |              |              |
| ME 2010 | 8.–15. února 2010          | Miercurea Ciuc, Rumunsko |              |              |              |
| ME 2011 | 1.–6. února 2011           | Lillehammer, Norsko      |              |              |              |
| ME 2012 | 21.–26. února 2012         | Sumy, Ukrajina           |              |              |              |
| ME 2013 | 13.–16. března 2013        | Madona, Lotyšsko         |              |              |              |
| ME 2014 | 7.–14. března 2014         | Ťumeň, Rusko             |              |              |              |
| ME 2015 | 19.–25. ledna 2015         | Lenzerheide, Švýcarsko   | 17           | 61           | 43           |
| ME 2016 | 29. února – 5. března 2016 | Obertilliach, Rakousko   | 16           | 63           | 45           |
| ME 2017 | 7.–12. února 2017          | Imatra, Finsko           | 14           | 55           | 34           |
| ME 2018 | 3.–8. února 2018           | Velingrad, Bulharsko     | 19           | 64           | 41           |
| ME 2019 | 6.–11. února 2019          | Sarıkamış, Turecko       | 11           | 51           | 41           |
| ME 2020 | 8.–15. března 2020         | Chanty-Mansijsk, Rusko   |              |              |              |
| ME 2021 | zrušeno (covid-19)         | Čepelare, Bulharsko      |              |              |              |
| ME 2022 | 22.–27. ledna 2022         | Čepelare, Bulharsko      |              |              |              |